# Larinia trifida
Larinia trifida là một loài nhện trong họ Araneidae.
Loài này thuộc chi Larinia. Larinia trifida được Albert Tullgren miêu tả năm 1910.